# Veľké Držkovce
Veľké Držkovce é um município da Eslováquia, situado no distrito de Bánovce nad Bebravou, na região de Trenčín. Tem 12,79 km² de área e sua população em 2018 foi estimada em 670 habitantes.

## Demografia
| Ano:        | 1994 | 2004    | 2014   | 2024   |
| ----------- | ---- | ------- | ------ | ------ |
| Broj ljudi: | 586  | 670     | 653    | 637    |
| Razlika:    |      | +14,33% | -2,53% | -2,45% |

| Ano:               | 2023 | 2024   |
| ------------------ | ---- | ------ |
| Número de pessoas: | 654  | 637    |
| Diferença:         |      | -2,59% |